# Getafe (Bohol)
Getafe (Bayan ng Getafe) är en kommun i Filippinerna. Kommunen tillhör provinsen Bohol och ligger på ön med samma namn. Folkmängden uppgår till 26 826 invånare.

## Bildgalleri

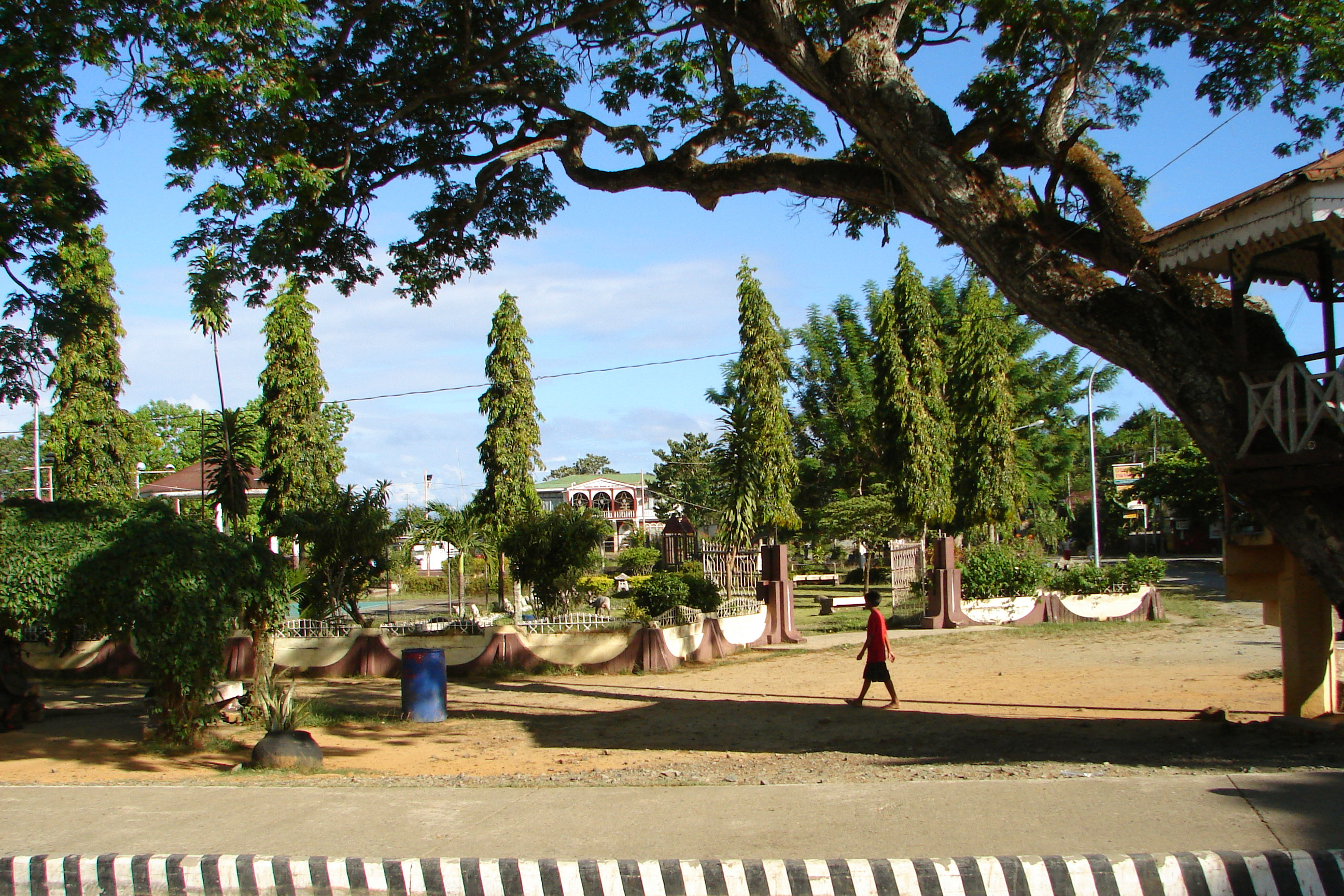

## Barangayer
Getafe är indelat i 24 barangayer.
| - Alumar - Banacon - Buyog - Cabasakan - Campao Occidental - Campao Oriental - Cangmundo - Carlos P. Garcia - Corte Baud - Handumon - Jagoliao - Jandayan Norte | - Jandayan Sur - Mahanay (Mahanay Island) - Nasingin - Pandanon - Poblacion - Saguise - Salog - San Jose - Santo Niño - Taytay - Tugas - Tulang |

### Webbkällor
- Quick Tables: List of Municipalities
- Population and Housing